# صناعات منزلية
الصناعات المنزلية تؤلف شكلا وسطاً بين الإنتاج الكبير وبين المهن الصغيرة، فهي ليست من المهن الصغيرة لأن العامل فها لا يتمتع بالاستقلال الاقتصادي الذي يميز الصانع، والتمركز فها معدوم، لأن العمال لايشتغلون مجتمعين في معمل واحد، بل يعمل كل منهم في منزله لوحده.
الأدوات التي يستعملها العمال في بيوتهم تكون غالبا ملكا لهم، وقد تكون في بعض الأحيان ملكا لرب العمل يؤجرها للعمال لقاء بدل يتفق عليه معهم. أما رب العمل فيها فيكون إما من أرباب الصناعة وإما من أرباب التجارة، فهو من الصناعيين عندما يجري جزء من عملية الإنتاج (المرحلة الأولى أو الاخيرة) في المعمل، ويكون من التجار عندما يقوم العمال بجميع مراحل الإنتاج في منازلهم. إذ يقتصر عمله عند ذلك على شراء المواد الأولية وتقديمها للعمال ثم استلام المصنوعات منهم وبيعها.
والصناعات المنزلية المأجورة هي دون المعامل الكبيرة أو المهن الصغيرة من الناحية الاقتصادية، إذ يصعب فيها تطبيق الاصول الفنية التي يمكن ان تتبع في المعامل الكبيرة.

## خصائصها
هذه الصناعات ليست خيراً من المهن الصغيرة لأن الصانع يفقد استقلاله الفني والاقتصادي وينزل إلى مستوى العامل المأجور، إلا أن لها إلى جانب هذه المساوئ محسنات وفوائد لا يتسهان بها، فرب العمل إنما يلجأ إلى الصناعات التي يوزع فيها العمل على العمال في منازهم لأسباب عديدة أهمها:
1. أنه يتخلص بذلك من تكاليف تأسيس العمل وأجرته ومن نفقات الإنارة والتدفثة وغيرها.
2. أنه يأمن أخطار العطالة والازمات الاقتصادية فيستطيع رب العمل عندما يأتيه العمال بشغلهم أن يمتنع عن إعطائهم شغلاً آخر وأن بحتج بالظروف الاقتصادية التي لاتمكنه من الاستمرار في عمله وبذلك يحمل عماله جميع نتائج الازمة وأعبائها.
3. يستطيع رب العمل الذي يشتغل عماله في منازلهم أن يتخلص من مضايقة القوانين المتعلقة بتشريع العمل ولاتي تفرض على المشاريع أعباء وقيوداً كثيرا ما تكون ثقيلة ومرهقة كالقوانين المتعلقة بتحديد ساعات العمل أو تشغيل النساء والاطفال؛ فقد يشتغل العامل في منزله اثنتي عشرة ساعة أو خمس عشرة ساعة دون أن يكون رب العمل مسؤولاً عن مخالفة القانون.
4. إن عدم تجمع العمال في هذه الصناعات يجعلل الوجدان الطبقي معدوماً لديهم كما يجعل منظماتهم النقابية ضئيلة وضعيفة فلا يشكلون جبهة دفاع قوية في وجه أرباب العمل وهذا ما يجعل الأجور في هذه الصناعات دوماً أقل منها في غيرها.

إلا أن العمال يجدون في هذه الصناعات، رغم هذا الغبن، فوائد لا تنكر أهمها: أن الشغل في المزل يمكن توفيقه مع الأعمال المنزلية، كما أنه يبقى مستوراً عن الآخرين، فأبناء الطبقة الوسطى كصغار الموظفين والمتقاعدين الذن تضطرهم الظروف الاقتصادية أو الاجتماعية إلى الشغل قد يشعر بعضهم بغضاضة في ذهابهم إلى المعمل ولكنهم لا بجدون حرجا في أن يشتغلوا في بيوتهم.
ومن العوامل الهامة التي تسهم في تقرير مستقبل هذه الصناعات انتشار الآلات الصغيرة، فإن استعمالها في بعض فروع الصناعة كان سبباً في انتشار الصناعة المنزلية المأجورة فيها واتساعها على حساب المعامل الكبيرة.
يضاف إلى كل ذلك اتجاه بعض الطبقات التي كانت ضحية الانقلابات الاقتصادية في الحرب كالمرابين والمتقاعدين والموظفين وغيرم ممن دفعتهم رغبتهم في المحافظة على مظهرهم الاجتماعي إلى الاقتبال على العمل في هذه الصناعات لزيادة موردهم المالي.

## دور التشريعات
ويتوقف مستقبل الصناعات المنزلية المأجورة على مقدار الفوائد التي تنتج عنها، فأهم ما يغري بها أصحاب العمل خلاصهم من قوانين حماية العمال إذ كلما ارتقى التشريع الاجتماعي وزاد في حمايته للعمال ازداد رب العمل فائدة منها. إلا أن تشريع العمل بدأ يتناول بالحماية عمال هذه الصناعات لأن الغبن الذي يلحق بهم اثار حركة في الرأي العام كما جرى في فرنسا إذ اضطرت الحكومة إلى إصدار قانون في 10 أغسطس 1914 أقرت فيه مبدأ وجوب حصول العامل في هذه الصناعات عندما يشتغل عشر ساعات على اجرة يومية تعادل الاجر اليومي لعمال المعمل.